# Tour Reyers
Vous pouvez aider à l'améliorer ou bien discuter des problèmes sur sa page de discussion.
- Il ne cite pas suffisamment ses sources. Vous pouvez indiquer les passages à sourcer avec {{référence nécessaire}} ou {{Référence souhaitée}}, et inclure les références utiles en les liant aux notes de bas de page. (Marqué depuis août 2025)
- Son contenu est rédigé entièrement ou presque à partir d'une seule source. N'hésitez pas à modifier cet article pour améliorer sa vérifiabilité en apportant de nouvelles références dans des notes de bas de page. (Marqué depuis août 2025)
- Certaines informations devraient être mieux reliées aux sources mentionnées dans la bibliographie ou les liens externes. Améliorez sa vérifiabilité en les associant par des références. (Marqué depuis août 2025)

- Archive Wikiwix
- Bing
- Cairn
- DuckDuckGo
- E. Universalis
- Gallica
- Google
- G. Books
- G. News
- G. Scholar
- Persée
- Qwant
- (zh) Baidu
- (ru) Yandex
- (wd) trouver des œuvres sur Wikidata

Pour les articles homonymes, voir Reyers.
La Tour Reyers est la tour de télécommunication des chaînes de télévision nationales belges, la RTBF et la VRT. Située à Schaerbeek, dans la Région de Bruxelles-Capitale, elle porte le nom du boulevard où elle se trouve. Elle n'est pas visitable par le public.
La tour, érigée en 1979, est constituée d'un pilier en béton d'une hauteur de 70 m qui abrite la cage d'escalier et d'une soucoupe de 34 m de diamètre qui a été réalisée au sol avant d'être hissée jusqu'au sommet. Roger Bastin en est l'architecte.
Les trois étages de la soucoupe sont divisés en deux parties. Une partie pour la RTBF et l'autre pour la VRT.
La construction de la tour Reyers a été réalisée par la filiale Vanhout du groupe BESIX.

## Dans la culture populaire
- La tour est aperçue dans le film Une sirène dans la nuit, sorti en 1998.